# Contra Hebraeos retinentes libros Thalmudi
Contra Hebraeos retinentes libros Thalmudi est une lettre apostolique rédigée par le pape Jules III et adressée à l'ensemble des évêques et archevêques. Son titre vient de ses premiers mots :  Contra Hebraeos retinentes libros Thalmudi, et alios, in quibus nomen Iesu Salvatoris nostri, etc. cum blasphemia, aut alias ignominiose nominatur (« Contre les Juifs qui retiennent les livres du Talmud et d'autres où le nom de Jésus notre Sauveur etc. est mentionné d'une façon blasphématoire ou autrement ignominieusement »). Elle est datée du 29 mai 1554.

## Directives
Dans cette lettre apostolique, Jules III  ordonne que le Talmud et d'autres livres mentionnant Jésus Christ « ignominieusement » soient damnés et brûlés (« damnaverint et igne comburi fecerint »). De surcroît, il ordonne l'investigation des écritures talmudistes.